# کاثل‌تالی
کاثل‌تالی (به لاتین: Kathaltali) یک منطقهٔ مسکونی در بنگلادش است که در استان سیلهت واقع شده‌است. کاثل‌تالی ۳٬۱۶۲ نفر جمعیت دارد.